# 豊島晋作
豊島 晋作（とよしま しんさく、1981年2月15日 - ）は、テレビ東京のニュースキャスター、報道局報道記者、ディレクター。

## 来歴
福岡県久留米市出身。福岡県立明善高等学校を経て、2003年3月、早稲田大学法学部卒業。2005年3月、東京大学大学院法学政治学研究科修了後の同年4月、テレビ東京に入社。同期入社としては現フリーアナウンサー亀井京子がいる。
2006年10月人事にて、報道局政治部担当として、首相官邸や霞ヶ関、与野党担当。2011年4月人事にて、番組制作担当として『ワールドビジネスサテライト』のディレクターに着任。
同年10月3日から担当番組のマーケットキャスターとして、ディレクター兼任として出役の側に回わり、2015年10月2日放送分を最後にキャスターを降板し、兼任からディレクター専業に戻る。
2016年1月人事にて、同局ロンドン兼モスクワ支局長に就任。ニュース取材報告として、欧州、中東、アフリカ地域の経済取材を担当した。2019年7月人事にて、本社に帰任し、番組ディレクター兼クロスメディア部デジタル副編集長としてニュース取材動画の同局報道部のWebサイト「テレ東NEWS」掲載担当として従事している。現在は『WBS』のキャスターを務めている。

## 人物
- 取材で知り合った証券会社社員が白血病で入院した事をきっかけに、骨髄バンクに登録しており、ドナーに選出されたため、骨髄液を提供した経験があり、この模様を『WBS』の番組取材として放送した[3][4][5]。
- ロンドン兼モスクワ支局長時代、2017年6月ロンドンテロ事件の取材で現場到着が早かったため、SCO19の特殊部隊にアサルトライフルのレーザーサイトを当てられ、そのまま一時拘束された経験がある[6]。
- 『WBS』のキャスターである2歳年上で入社年次も4年の先輩に当たる大江麻理子とは同郷[7]である関係から、共に福岡弁のタメ口で喋る間柄である[8]。
- 2021年3月29日より『Newsモーニングサテライト』の解説キャスターとして、約5年半ぶりに地上波レギュラーに復帰した[9]。
- 2024年4月4日より相内優香とともに『WBS』のメインキャスターを務める[10]。

## 出演番組

### テレビ
キャスター以外の担当役職以外でも同番組での取材報告で出演した
| 期間       | 期間      | 番組名                     | 役職                       |
| ---------- | --------- | -------------------------- | -------------------------- |
| 2011年10月 | 2015年9月 | ワールドビジネスサテライト | マーケットキャスター       |
| 2021年4月  | 2024年3月 | Newsモーニングサテライト   | 月～水曜日解説キャスター   |
| 2024年4月  | 現在      | ワールドビジネスサテライト | 月～木曜日メインキャスター |

### インターネット動画配信
- テレ東NEWS Youtubeチャンネル※「豊島晋作の人に話したくなる国際ニュース」

## 制作番組

### テレビ
- ワールドビジネスサテライト（ディレクター）
- Newsモーニングサテライト（ディレクター）

## 著書
- 『ウクライナ戦争は世界をどう変えたか 「独裁者の論理」と試される「日本の論理」』（KADOKAWA、2022年8月4日）ISBN 978-4046059314
- 『日本人にどうしても伝えたい教養としての国際政治』（KADOKAWA、2024年7月20日）
- 『不器用だった僕がたどり着いた「伝え方」の本質』（日経BP、2025年5月16日）